# Фінська національна опера
Фінська національна опера (фін. Suomen Kansallisooppera, швед. Finlands nationalopera) — фінська державна установа культури, що спеціалізується в галузі національної опери та балету.

## Історія
Перший національний фінський театр з'явився в 1872 і до 1956 року так і називався — Фінський національний театр. 1911 року на базі театру було створено Фінську національну оперу, а восени 1921 року — Фінський національний балет. Кілька десятиліть оперні та балетні спектаклі ставилися на майданчику Олександрівського театру, і лише у 1993 році Фінська національна опера переїхала у власний будинок, збудований фінськими архітекторами Ееро Хювямякі, Юккі Кархунена та Рісто Парккінена на березі затоки Тьольонлахті в Гельсінкі. В будівлі опери є два зали: Великий оперний зал на 1350 місць та «Альміхол» на 300—500 місць.
Театральний сезон триває з серпня до червня, під час якого на сцені проходить близько 300 творів, 190 з яких на головній сцені. Репертуар має в середньому 15 опер та 9 балетів на головній сцені.
У будівлі опери діє балетна школа, розрахована на 172 студенти, де навчають класичного балету.

## Очільники
- Едвард Фацер (1911–1938)[1]
- Айно Акте (1938–1939)[1]
- Ойва Сойні (1939–1952)[1]
- Суло Ряйкконен (1952–1955)[1]
- Йоуко Толонен (1955–1960)[1]
- Альфонс Алмі (1960–1971)[1]
- Ульф Седерблом (1971–1972)[1]
- Кай Кауханен (1972–1973)[1]
- Лейф Сегерстам (1973–1974)[1]
- Юхані Райскінен (1974–1984)[1]
- Ілкка Куусісто (1984–1992)[1]
- Волтон Гренрос (1992–1996)[1]
- Юхані Райскінен (1997–2001)[1]
- Ерккі Корхонен (2001–2007)
- Пяйві Кярккяйнен (2007–2018)
- Гіта Кадамбі (2018–...)